# Sous-région de Rauma
La sous-région de Rauma (finnois : Rauman seutukunta) est une sous-région de Satakunta en Finlande. 
Au niveau 1 (LAU 1 ) des unités administratives locales définies par l'union européenne elle porte le numéro 041.

## Municipalités
La sous-région de Rauma regroupe les municipalités suivantes :
| Blason           | Municipalité            |
| ---------------- | ----------------------- |
| Euran vaakuna    | Eura (municipalité)     |
| Eurajoen vaakuna | Eurajoki (municipalité) |
| Rauman vaakuna   | Rauma (ville)           |
| Säkylän vaakuna  | Säkylä (municipalité)   |

## Population
Depuis 1980, l'évolution démographique de la sous-région de Rauma, au périmètre du 1er janvier 2017, est la suivante:
| Année      | 1980   | 1985   | 1990   | 1995   | 2000   | 2005   | 2010   | 2015   |
| ---------- | ------ | ------ | ------ | ------ | ------ | ------ | ------ | ------ |
| population | 74 390 | 75 138 | 73 966 | 73 629 | 71 309 | 70 232 | 68 994 | 68 294 |

## Politique
Les résultats de l'élection présidentielle finlandaise de 2018:
- Sauli Niinistö   66.2%
- Laura Huhtasaari   7.7%
- Pekka Haavisto   7.3%
- Paavo Väyrynen   5.9%
- Matti Vanhanen   5.0%
- Tuula Haatainen   5.0%
- Merja Kyllönen   2.6%
- Nils Torvalds   0.3%